# Angola na Universíada de Verão de 2021
Angola participou da Universíada de Verão de 2021, que aconteceu em Chengdu, na China, entre 28 de julho e 8 de agosto de 2023.
Foram dois atletas — um masculino e um feminino — em duas modalidades olímpicas.

## Competidores
Estas foram as modalidades e atletas que disputaram a edição:
| Esporte   | Masculino | Feminino | Total |
| --------- | --------- | -------- | ----- |
| Esgrima   | 1         | 0        | 1     |
| Taekwondo | 0         | 1        | 1     |
| Total     | 1         | 1        | 2     |

## Desempenho

### Esgrima
Masculino
| Atleta      | Evento | Fase de grupo | Fase de grupo | Fase de 128            | Fase de 64             | Fase de 32             | Oitavas                | Quartas                | Semifinais             | Final / MB             | Final / MB  | Pos.        | Ref.        |
| Atleta      | Evento | Adversário e resultado                                                                                              | Pos.          | Adversário e resultado | Adversário e resultado | Adversário e resultado | Adversário e resultado | Adversário e resultado | Adversário e resultado | Adversário e resultado |             | Pos.        | Ref.        |
| ----------- | ------ | --- | ------------- | ---------------------- | ---------------------- | ---------------------- | ---------------------- | ---------------------- | ---------------------- | ---------------------- | ----------- | ----------- | ----------- |
| João Dianza | Espada | KAZ Sharlaimov L 1–5 CAM Savoeun L 2–5 ITA Gaetani L 0–5 IND Pandey L 1–5 AUT Schuhmann L 1–5 FIN Paavolainen L 1–5 | 101           | Não avançou            | Não avançou            | Não avançou            | Não avançou            | Não avançou            | Não avançou            | Não avançou            | Não avançou | Não avançou | [ 3 ] [ 4 ] |

### Taekwondo
Feminino
| Atleta       | Evento   | Preliminar             | Oitavas                | Quartas                | Semifinais             | Final                  | Posição     | Ref.  |
| Atleta       | Evento   | Adversário e resultado | Adversário e resultado | Adversário e resultado | Adversário e resultado | Adversário e resultado | Posição     | Ref.  |
| ------------ | -------- | ---------------------- | ---------------------- | ---------------------- | ---------------------- | ---------------------- | ----------- | ----- |
| Rosa Canduco | até 53kg | JPN Katoh D 0–2        | Não avançou            | Não avançou            | Não avançou            | Não avançou            | Não avançou | [ 5 ] |

| Atleta       | Evento | Primeira fase | Primeira fase | Semifinal   | Semifinal   | Final       | Final       | Ref.  |
| Atleta       | Evento | Resultado     | Pos.          | Resultado   | Pos.        | Resultado   | Pos.        | Ref.  |
| ------------ | ------ | ------------- | ------------- | ----------- | ----------- | ----------- | ----------- | ----- |
| Rosa Canduco | Pumsae | DNS           | —             | Não avançou | Não avançou | Não avançou | Não avançou | [ 6 ] |

Legenda
| Recorde mundial      | Recorde mundial (World record)               |                       | Recorde africano                      | Recorde africano (African) |                                           | Q | Classificado por posição (Qualified) |
| Recorde olímpico     | Recorde olímpico (Olympic record)            | Recorde da América    | Recorde da América (Americas)         | q                          | Classificado por melhor tempo (Qualified) |   |                                      |
| Melhor marca do ano  | Melhor marca do ano (World leading)          | Recorde asiático      | Recorde asiático (Asian)              | DNS                        | Não largou (Did not start)                |   |                                      |
| Recorde nacional     | Recorde nacional (National record)           | Recorde europeu       | Recorde europeu (European)            | DNF                        | Não terminou (Did not finish)             |   |                                      |
| Recorde pessoal      | Recorde pessoal do atleta (Personal best)    | Recorde da Oceania    | Recorde da Oceania (Oceania)          | DSQ / DQ                   | Desclassificado (Disqualified)            |   |                                      |
| Recorde da temporada | Recorde da temporada do atleta (Season best) | Recorde sul-americano | Recorde sul-americano (South America) | NM                         | Sem marca (No mark)                       |   |                                      |